# Dailey (Virginia Occidental)
Dailey es un lugar designado por el censo ubicado en el condado de Randolph en el estado estadounidense de Virginia Occidental. En el Censo de 2010 tenía una población de 114 habitantes y una densidad poblacional de 86,99 personas por km².

## Geografía
Dailey se encuentra ubicado en las coordenadas 38°47′49″N 79°53′48″O / 38.79694, -79.89667. Según la Oficina del Censo de los Estados Unidos, Dailey tiene una superficie total de 1.31 km², de la cual 1.31 km² corresponden a tierra firme y (0%) 0 km² es agua.

## Demografía
Según el censo de 2010, había 114 personas residiendo en Dailey. La densidad de población era de 86,99 hab./km². De los 114 habitantes, Dailey estaba compuesto por el 98.25% blancos, el 0% eran afroamericanos, el 0% eran amerindios, el 0% eran asiáticos, el 0% eran isleños del Pacífico, el 0% eran de otras razas y el 1.75% pertenecían a dos o más razas. Del total de la población el 3.51% eran hispanos o latinos de cualquier raza.